# Oktawia Nowacka
Oktawia Maria Nowacka (Starogard Gdański, 2 de janeiro de 1991) é uma pentatleta polaca, medalhista olímpica. 

## Carreira
Nowacka representou seu país nos Jogos Olímpicos de Verão de 2016, na qual conquistou a medalha de bronze na prova individual.